# Topomyia spathulirostris
Topomyia spathulirostris är en tvåvingeart som beskrevs av Edwards 1923. Topomyia spathulirostris ingår i släktet Topomyia och familjen stickmyggor. Inga underarter finns listade i Catalogue of Life.